# Bobovac (Sunja)
Bobovac je naselje u Republici Hrvatskoj, u sastavu Općine Sunja, Sisačko-moslavačka županija. 

## Stanovništvo

### Stanovništvo 2011. godine
Popisom stanovništva iz 2011. godine, utvrđeno je da u selu živi 303 osobe.

### Stanovnitvo 2001. godine
Prema popisu stanovništva iz 2001. godine, naselje je imalo 506 stanovnika te 184 obiteljskih kućanstava.
| broj stanovnika | 624   | 884   | 948   | 1096  | 1184  | 1238  | 1275  | 1294  | 1358  | 1356  | 1213  | 1020  | 899   | 750   | 506   | 330   | 248   |
|                 | 1857. | 1869. | 1880. | 1890. | 1900. | 1910. | 1921. | 1931. | 1948. | 1953. | 1961. | 1971. | 1981. | 1991. | 2001. | 2011. | 2021. |

## Sport
- NK Mladost Bobovac, županijski ligaš